# Partido di Magdalena
Il partido di Magdalena è un dipartimento (partido) dell'Argentina nella parte nord-orientale della provincia di Buenos Aires.  
Il dipartimento ha una popolazione di 19.301 abitanti in una superficie di 1.785 km². Il capoluogo è Magdalena, che si trova a 87 km da Buenos Aires. 

## Comuni
- Magdalena
- Atalaya
- General Mansilla
- Hipólito Vieytes